# Organo a bocca
Un organo a bocca è uno strumento aerofono ad ancia libera con una o più camere, dotate di ance libere. Anche se abbraccia molte tradizioni, è suonato nello stesso modo dal musicista mettendo le labbra sopra una camera dello strumento, e soffiando o succhiando aria per creare un suono. Molte delle camere possono essere suonate insieme o individualmente.

## Descrizione
L'organo a bocca si trova in tutto il mondo ed è conosciuto con molti nomi diversi e visto in molte tradizioni diverse. Le variazioni più notevoli includono l'armonica a bocca e gli strumenti ad ancia libera asiatici costituiti da un certo numero di canne in bambù, di varie lunghezze, fissate in un somiere; questi includono lo sheng, il khèn, il lusheng, lo yu, lo shō e il saenghwang, considerati come "una via di mezzo tra l'antico flauto di Pan e l'armonica a bocca". 
La melodica, composta da un unico tubo essenzialmente soffiato attraverso una tastiera, è un'altra variazione.

## Galleria d'immagini

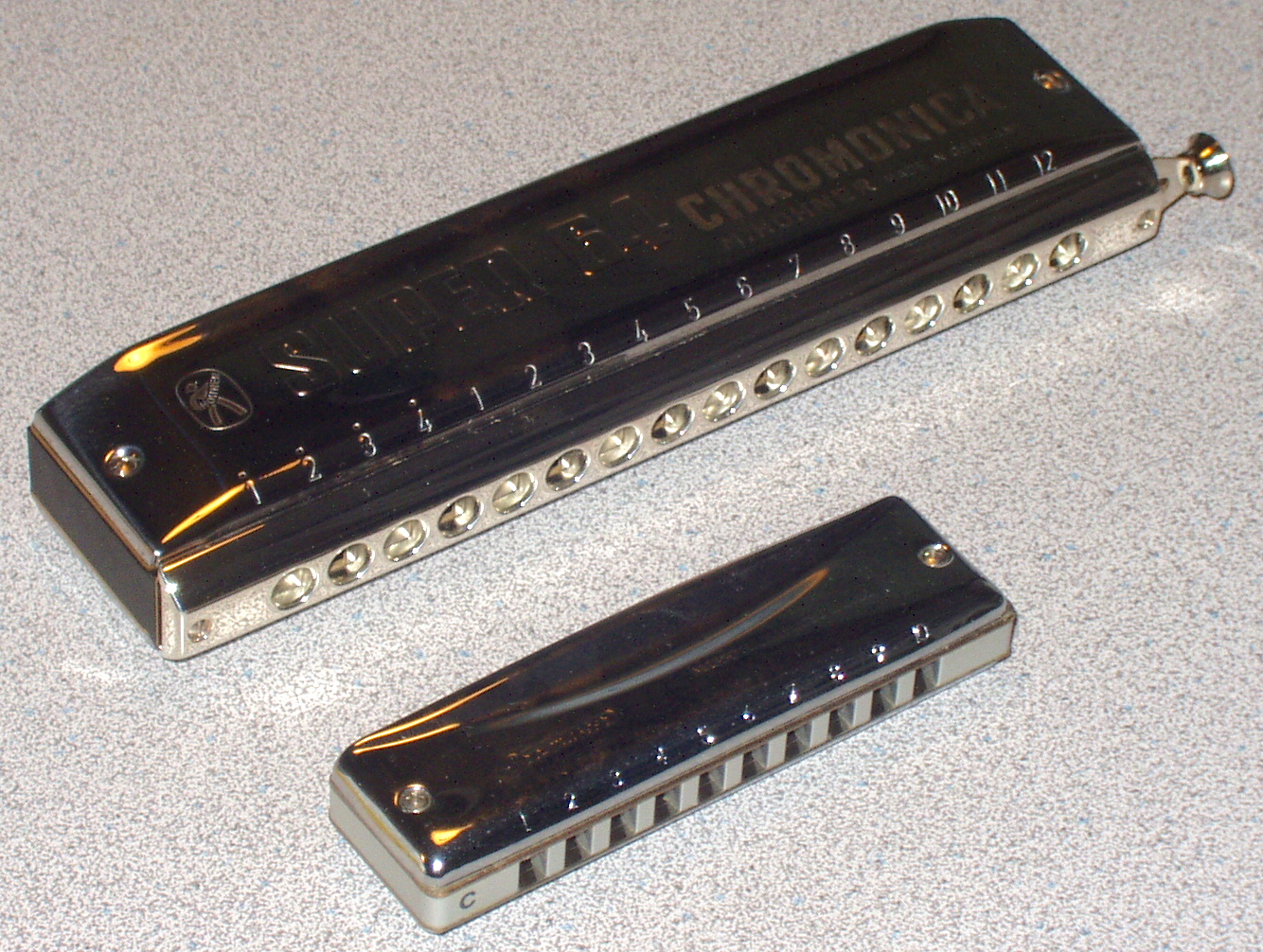
Armonica cromatica a 16 fori (sopra) e diatonica a 10 fori (sotto)
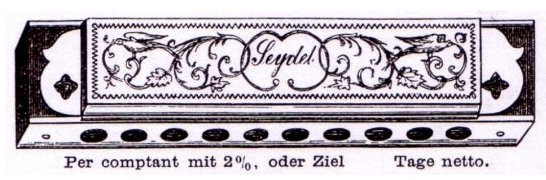
Armonica di C. A. Seydel Söhne (1880)
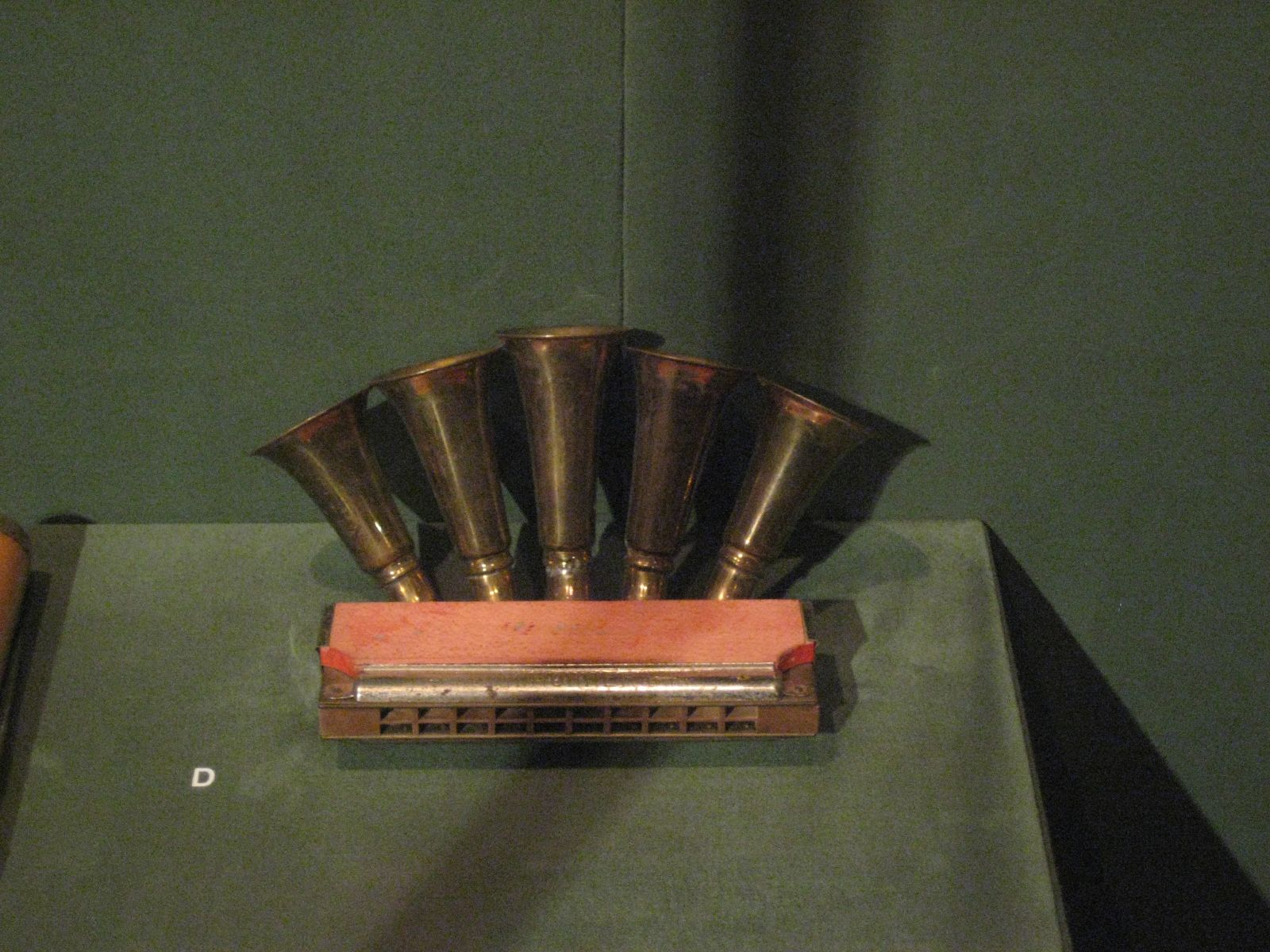
Armonica a padiglioni (1906)
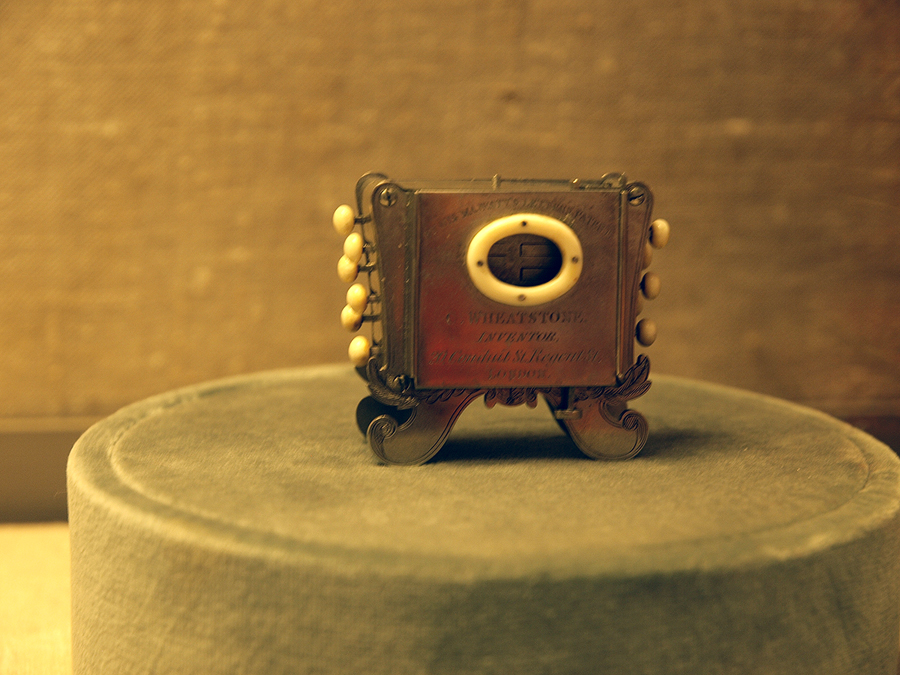
Symphonium (1830) di Charles Wheatstone
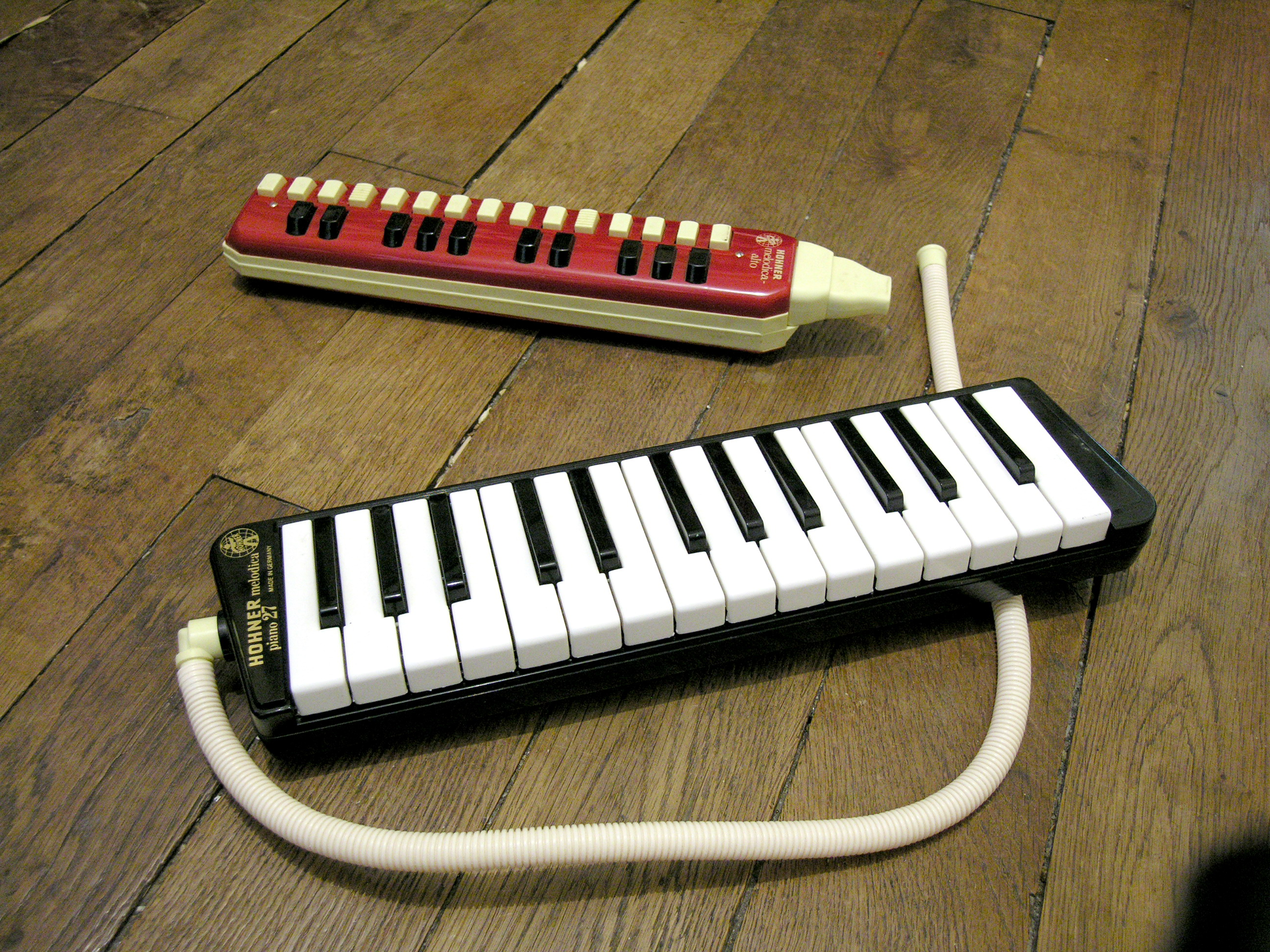
Melodica a pulsanti (sopra) e a piano (sotto)
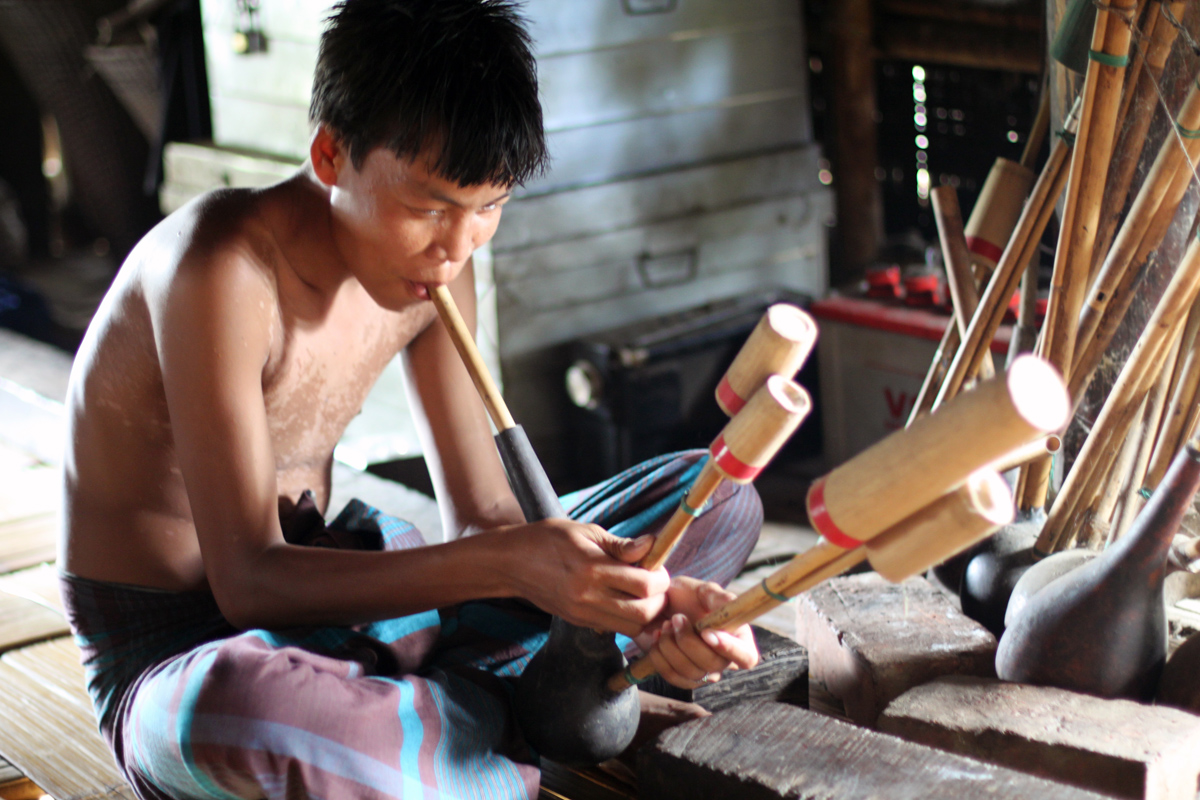
Plung, usato dal popolo Mru del Bangladesh e della Birmania
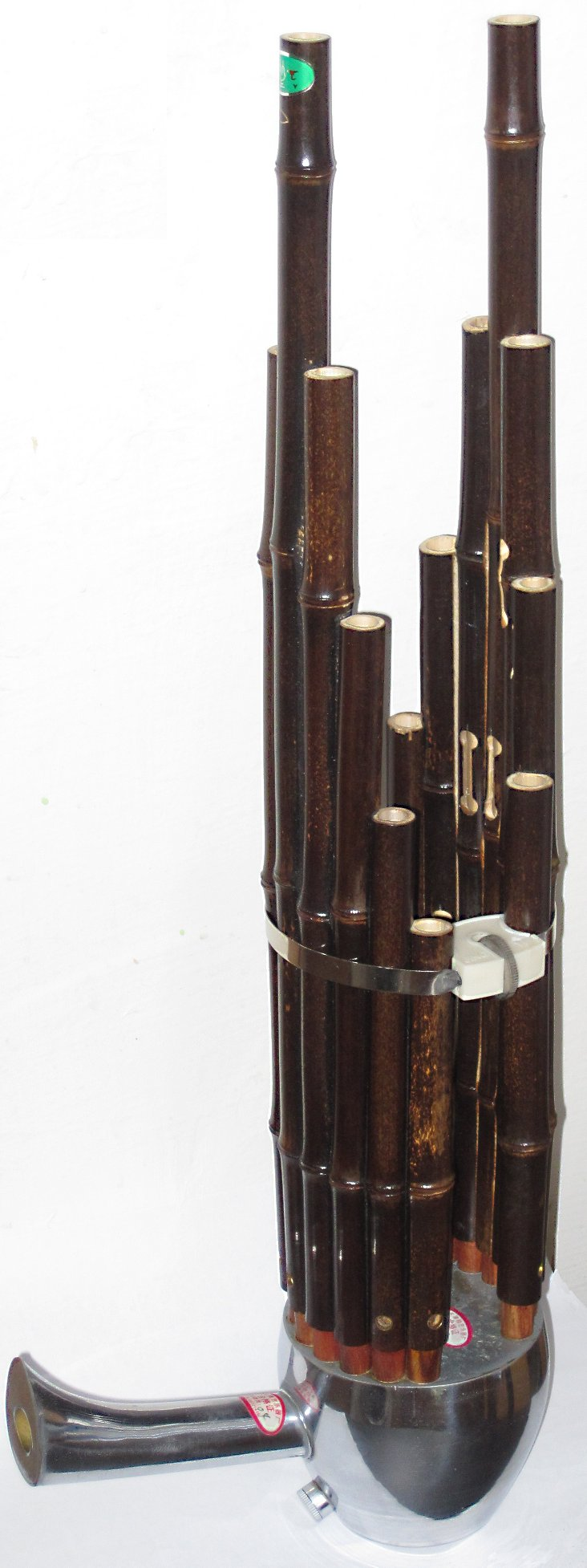
Sheng, organo a bocca cinese
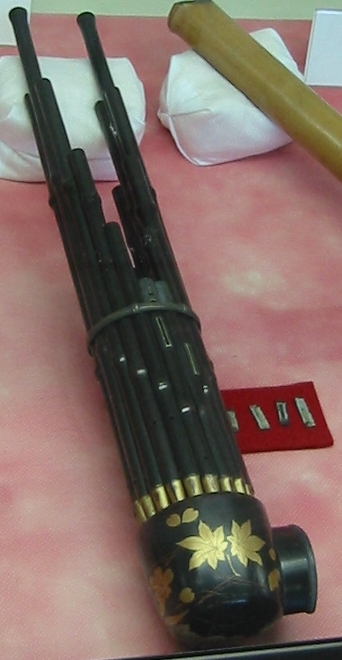
Shō, organo a bocca giapponese
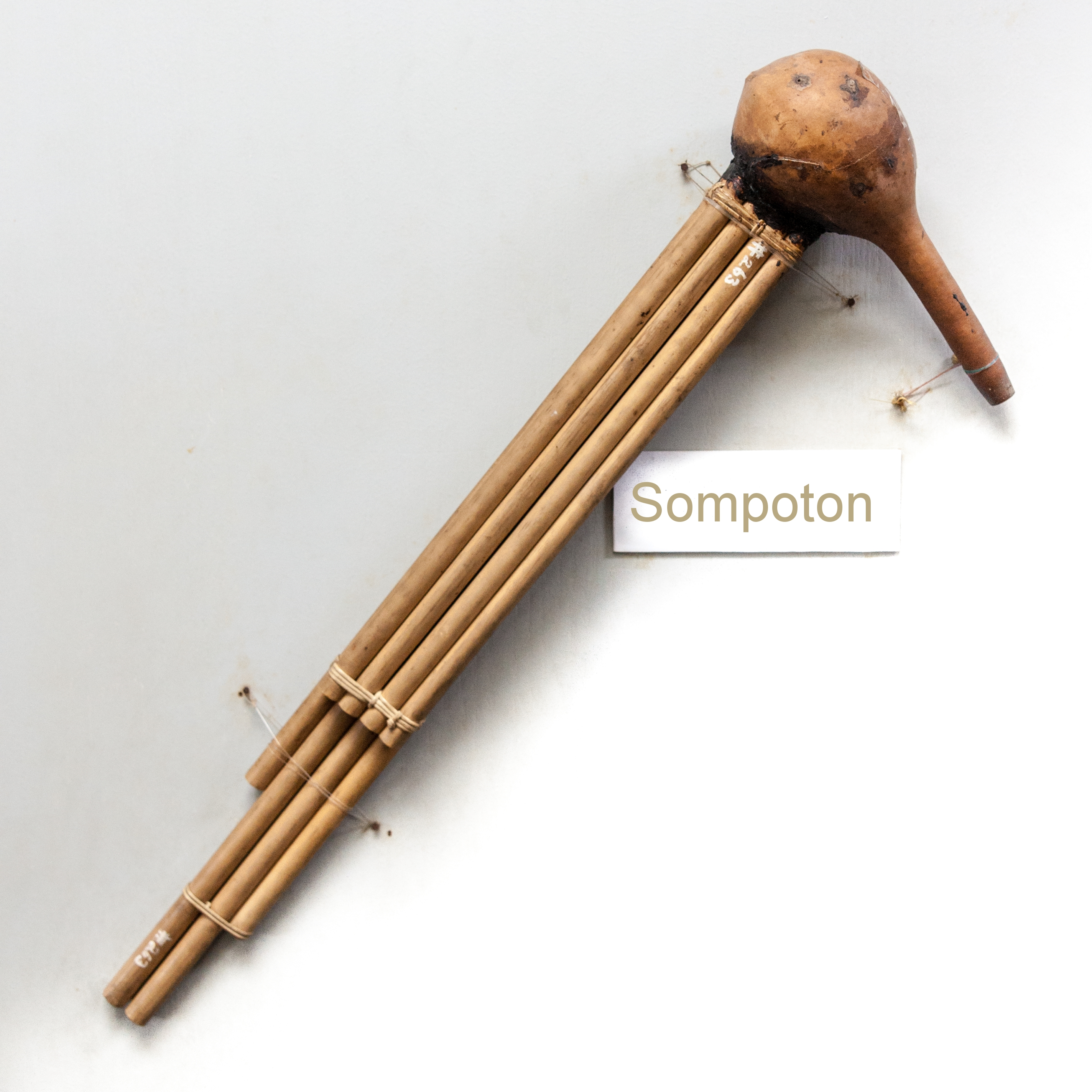
Sompoton di Sabah (Malesia)
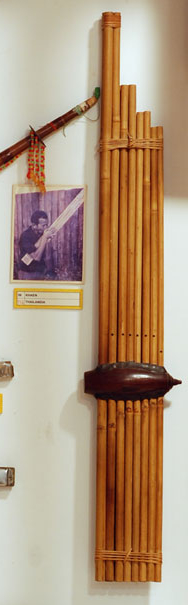
Khèn, usato in Indocina (Asia sud-orientale)